# Estádio Coronel Francisco de Andrade Junqueira
O Estádio Coronel Francisco de Andrade Junqueira, também chamado de Estádio Cel. Nhô Chico, ou ainda, Estádio da Bela Vista, é um estádio localizado na cidade de Franca, interior paulista, e foi o primeiro estádio com arquibancadas da AA Francana.

## História
Doado para a Francana no final dos anos de 1910 pelo Coronel Francisco de Andrade Junqueira, o "Nhô Chico", o terreno até hoje agrega a sede social da Veterana. O Campo da Bela Vista foi inaugurado em 1922, e a Francana sediaria ali suas partidas, até a construção do Lancha Filho, em 1969
O estádio "Nhô Chico", como também é conhecido o Estádio da Bela Vista, teve as suas arquibancadas inauguradas em 21 de abril de 1947, em jogo amistoso comemorativo, que terminou Francana 4x5 São Paulo.

### Crise e abandono
Com a inauguração do Lancha Filho, em 1969, a Francana deixou de utilizar o "Nhô Chico". Com o passar dos anos e as crises financeiras da Veterana, o estádio acabou quase abandonado.
Em 1998, a Francana cogitou a possibilidade de vender parte do terreno do estádio para prefeitura, para que essa ampliasse o cemitério municipal. Em 2013, a diretoria do clube estudou a possibilidade de transformar o estádio em estacionamento, como forma de receita extra para o time. Já em 2014, parte do estádio ficou ameaçada de ir a leilão, para cobrir dividas da Francana.

### Atualmente: sede e base
Atualmente o estádio não é mais utilizado para realizar partidas de futebol profissional, pois não tem estrutura para suportar tais eventos; no entanto, ainda recebe atividades da base e do próprio time profissional da Francana, que treina no estádio, além de ainda agregar a sede social do clube.